# 安德烈亞·波利
安德烈亚·波利（義大利語：Andrea Poli，發音：[anˈdrɛːa ˈpɔːli]；1989年9月29日—）是一位意大利足球運動員。曾效力意甲米蘭雙雄及土超球隊安塔利亞。

## 生平

### 球會
波利出道於特雷維索青年軍，曾在2007年1月31日轉會至桑普多利亞，不過很快又被借回特雷維索，直到2007年夏季正式轉會。由於桑普多利亚不打算重用波利，曾将他租借到意乙球队萨索洛。2009年，桑普多利亚重新收回波利，随后被租借至国际米兰。但2012年夏天国际米兰决定不买断其所有权，結果波利又返回桑普多利亚。
2013年夏天AC米兰收购了波利的一半所有权，球员随即加盟这家意甲豪门。

### 國際賽
波利也是意大利U21代表隊的隊員之一，參加了2008年歐洲U-19足球錦標賽，并且在賽事中攻入兩球。2012年8月10日，波利被招入意大利国家队大名单。